# Beata Igielska
Beata Igielska (ur. 12 stycznia 1968 w Skwierzynie) – dziennikarka Gazety Lubuskiej, poetka i prozaik. Absolwentka filologii polskiej na Uniwersytecie Adama Mickiewicza w Poznaniu. Jest laureatką ponad 40 ogólnopolskich i międzynarodowych konkursów literackich, m.in. zdobyła pierwszą nagrodę i wyróżnienie w Ogólnopolskim Konkursie Literackim „Krajobrazy Słowa” (Kędzierzyn-Koźle 2007 i 2002). Od 1995 prowadzi Małą Akademię Literatury, której członkowie zdobywają nagrody w konkursach literackich.
Zamężna, matka dwójki synów: Krzysztofa i Kamila.

## Publikacje
- Między ziemią a niebem, Arsenał, Gorzów Wlkp. 2007, ISBN 978-83-88300-39-4.
- Bon voyage i inne opowiadania, Wojewódzki Ośrodek Metodyczny, Gorzów Wlkp. 2007, ISBN 978-83-89560-24-7.